# Delage Type D 160
Der Delage Type D 160 war ein Pkw-Modell der französischen Marke Delage.

## Beschreibung
Delage plante 1939 ein Modell der Oberklasse. Es hatte ein Fahrgestell von der Muttergesellschaft Automobiles Delahaye. Auch der V12-Motor stammte von Delahaye.
Im Juni 1939 erhielt das Karosseriebauunternehmen Letourneur et Marchand den Auftrag, die Karosserie herzustellen. Es sollte eine Limousine mit sechs Sitzen werden. Das fertige Fahrzeug sollte im Oktober 1939 auf dem Pariser Autosalon präsentiert werden.
Der Zweite Weltkrieg verhinderte es. Der Autosalon wurde abgesagt. Delage stornierte den Auftrag an Letourneur et Marchand. Der staatlichen Zulassungsbehörde wurde kein Fahrzeug zur Prüfung vorgeführt.